# Pattern 1913 Enfield
Pattern 1913 Enfield (P'13) була експериментальною гвинтівкою, яку розробили на Королівському заводі стрілецької зброї для британської армії, на основі бойового досвіду Другої англо-бурської війни з 1899 по 1902 роки.  Зброя повинна була замінити гвинтівку Short Magazine Lee–Enfield (SMLE).  Покращена констуркція патронника була розрахована на безфланцевий набій .276 Enfield, який був потужнішим за службовий набій .303 British. Впровадження P'13 стало непрактичним через початок Першої світової війни.

## Історія
Під час Другої англо-бурської війни, де британська армія стикнулася з влучними стрільцями бурів, які були озброєні гвинтівкою Mauser Model 1895 під набій 7×57 мм. Цей досвід спонуків Воєнний офіс розробити власний набій "магнум" в 1910 році, використавши за основу безфланцевий набій калібру .276. У серпні 1910 року директор артилерійського управління надав запит до Комітету зі стрілецької зброї, який прийняв на озброєння гвинтівку Short Magazine Lee–Enfield, розробити нову специфікацію службової гвинтівки. Основні зміни полягали в затворі типу Маузера та суцільному ложі (дешевший і зручніший варіант). У відповідь компанія Birmingham Small Arms (BSA) представила проект під безфланцевий високошвидкісний набій. В 1911 році Королівський завод стрілецької зброї (RSAF) в Енфілді, проектно-виробниче підприємство британського уряду виготовило модифіковану гвинтівку типу Маузер під подібний набій калібру .276.  3 квітня 1911 року помічник суперінтенданта Карнегі та головний конструктор Реавілл представили гвинтівку Комітету зі стрілецької зброї.

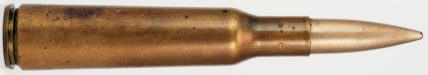
Безфланцевий пляшкоподібний гвинтівковий набій .276 Enfield (7×60мм) під який було розроблено гвинтівку Pattern 1913 Enfield.

Спочатку RSAF розробив нову гвинтівку, тоді вона мала назву Pattern 1911, під два калібри: .276 та .256. Набій калібру .256 було визнано неточним, а тому набій .276 було обрано для подальшого випробування в середині 1911 року. Проблеми з тиском та забруднення каналу ствола частками оболонки призвели до переробки конструкції набою. Чисельні зміни внесені у гвинтівку та набій призвели до появи одинадцяти гвинтівок Pattern 1911 та Pattern 1912. Наприкінці 1912 року було прийнято рішення випустити обмежену партію останньої версії для військових випробувань в 1913 році, 1000 одиниць було замовлено у RSAF. На кінець 1912 року було випущено 508 гвинтівок, а на кінець січня 1913 року було випущено 1251 гвинтівку.  Гвинтівка в армії отримала назву Rifle, Magazine, Enfield, .276-inch. У військових випробувальних гвинтівки з лівими кроком нарізів, крок нарізів становив 10 дюймів (254 мм), 5 канавок, глибина канавок .005 дюйма (0,127 мм), ширина канавки .09352 дюйми (2375 мм) Випробування проходили в Британії, Ірландії, Єгипті та Південній Африці і наприкінці Головний інспектор стрілецької зброї рекомендував внести низку змін, у результаті чого з березня по квітень 1914 року було виготовлено 6 покращених гвинтівок Pattern 1913. Початок Першої світової війни призвів до відмови від спроб представити безфланцевий набій меншого калібру з чисто практичних причин. Адаптація конструкції (зі значними косметичними змінами, окрім переробки патронника та екстрактора) для стрільби стандартним набоєм калібру .303 British, призвели до появи гвинтівки Pattern 14 (P'14), де набої подавалися з п'ятизарядного внутрішнього магазина, який заряджався за допомогою знімної обойми. Ефективне масове виробництво в Британії під час Першої світової війни було неможливим, а тому поява P'14 фактично була не начасі. Тому стандартною британською гвинтівкою під час Першої світової та пізніше залишалася SMLE.

## Конструкція
Pattern 1913 Enfield базувалася на завторах гвинтівок Маузер. Інженерні рішення використані у німецькій Gewehr 98 та американській M1903 Springfield були поєднані з конструкцією британської гвинтівки Short Magazine Lee–Enfield Mk III. Конструкція Pattern 1913 Enfield поєднувала в собі точність та швидкострільність, які були потрібні на той час британській армії. Регульований перекидний апертирний приціл був розрахований на відстань 274 м мав чудову конструкції, що дозволяло швидко та точно навести зброю на ціль. Затвор типу Маузер мав низькопрофільне руків'я з вмонтованим запобіжним виступом, який фіксувався в ствольній коробці.
Незвичне руків'я у формі 'dog-leg' мало низький профіль і розташовувалося за спусковим гачком, ближче до руки стрільця, що дозволяло прискорити темп стрільби. Подібно до Lee-Enfield, запобіжник знаходиться під великим пальцем стрільця і міг спрацьовувати безшумно. Механізм було сконфігуровано таким чином, щоб його можна було легко використовувати навіть при нагріванні через тривалу швидкісну стрільбу, з плавною роботою, функцією закривання курка та позитивною дією кулачка під час відкривання та закривання затвора. Замикаючі виступи затвора Pattern 1913 Enfield мали кут спіралі 4 градуси з відповідними кутами на гніздах вушок ствольної коробки. Це значило, що остаточно дзеркальний зазор не виникне до того як руків'я затвора не буде повернуте вниз.
Гвинтівка Lee–Enfield також мала конічні запірні поверхні. Британці, ймовірно, використовували конічні запірні виступи, щоб забезпечити можливість досилання неякісних або брудних боєприпасів, і щоб дія кулачка, який закриває, розподілялася по всіх дотичних поверхнях, як затвора, так і виступів ствольної коробки. Це одна з причин плавного закриття затвора. Виступи під кутом не мали тенденції до розкручування під тиском камори, оскільки гладкий "кут природного скосу", змащених сталевих поверхонь становив приблизно 8 градусів. Однією з переваг було те, що при піднятті затворного руків'я бойові упори негайно звільнялися один від одного, тому всі зусилля докладалися до кулачка екстратора. Спусковий гачок мав механічне блокування щоб запобігти пострілу, якщо затвор було закрито не повністю. Затвор з нікелевої сталі був великим та міцним і мав довгий хід у порівнянні з іншими затворами військових гвинтівок, оскільки в затворі треба було використовувати різні варіанти великого набою .276 Enfield, крім того ствол був товстим у перерізі.
Як і гвинтівка Mauser Gewehr 98, гвинтівка Pattern 1913 Enfield не мала механізму відсікача магазина, що дозволяло заряджати та розряджати зброю по одному набою. Це була довга та порівняно важка гвинтівка – вага порожньої гвинтівки Lee-Enfield Mk III становила 3,91 кг – а яскраво виражені «вуха» захисту прицілу, пузатий магазин і вигнуте руків'я затвора надавали їй незграбного вигляду.
P13 мала незвичні похилі канавки для пальців у передній частині ложа, які були відсутні на гвинтівках P14 та M1917. Деякі P13 залишились у Великій Британіх цільовими гвинтівками, часто перероблялися на спортивні (прибиралися дерев'яні накладки та вкорочували ложа). Оскільки було випущено кілька гвинтівок, тому вони є дуже рідкісними.